# Michael Trevino
Michael Trevino (født 25. januar 1985) er en amerikansk skuespiller mest kendt for sin rolle som Tyler i The Vampire Diaries.